# 連震東
連震東（1904年4月23日—1986年12月1日），字定一，中華民國政治人物，臺南廳（今臺南市中西區）人，作家連橫之子，中華民國前副總統連戰之父。親近CC派。曾任内政部部長、首任臺北縣縣長、國民大會代表、行政院政務委員、總統府國策顧問、總統府資政等職。

## 生平

### 戰前
1904年生於臺南廳，就學時獲林熊徵資助就讀日本庆应义塾大学經濟科，1929年畢業。回到台灣加入《昭和新報》。
1931年4月，連震東年二十八。十日，父連横草致黨國元老、同盟會老友張繼（溥泉）書，全文云：
溥泉先生執事：申江一晤，悵惘而歸，隔海迢遙，久缺牋候。今者南北統一，偃武修文，黨國前途，發揚蹈厲。屬在下風，能不欣慰！兒子震東畢業東京慶應大學經濟科，現在台灣從事報務。弟以宗邦建設，新政施行，命赴首都，奔投門下。如蒙大義，矜此孑遺，俾得憑依，以供使令，幬載之德，感且不朽！且弟僅此子，雅不欲其其永居異域，長為化外之人，是以託諸左右。昔子胥在吳，寄子齊國；魯連蹈海，義不帝秦。況以軒黄之華冑，而為他族之賤奴，泣血椎心，其何能惄？所幸國光遠被，惠及海隅，棄地遺民，亦沾雨露，則此有生之年，猶有復旦之日也。鍾山在望，淮水長流，敢布寸衷，伏維亮詧！順頌任祺。不備。愚弟連横頓首。四月十日。
且諭震東曰：
欲臺灣之解放，須先建設祖國！余為保存臺灣文獻，故不得不忍居此地；汝今已畢業，且諳國文，應回祖國效命。余與汝母將繼汝而往！
逐攜手書離臺經日本返國；六月十八日，謁張繼於南京西華門吳鐵城處，張繼閱後，深為感動，云：「你父親的愛國精神，我很佩服，他的意思很好，你應該在國內做事。我今天就要回北平，你可以隨我一起走，在北平學國語，將來做事也方便」。連震東在張繼的提拔下加入國民黨。
1933年7月11日 ，連震東的父親連橫舉家移居上海。
1934年，連震東與趙蘭坤在北京結婚。趙蘭坤出身瀋陽名門，有滿族血統，畢業於北京燕京大學。
1936年6月28日，父親連橫因肝癌病逝於上海，得年58歲，當時連震東32歲。彌留之際，訓子震東日：「今寇燄迫人，中日終必一戰，光復臺灣即其時也，汝其勉之！」（連震東「連雅堂先生家傳」），時趙蘭坤身懐六甲，連横生前語子、媳曰：「中日必將一戰！假如生的是男孩，就叫『連戰』，因為它除了寓有自强不息的意義之外，還有克敵致勝、光復故國、重整家園的希望！」。8月27日，妻子趙蘭坤於西安生下連戰。
連震東於中國抗日戰爭期間出任重慶國民政府國際問題研究所組長、西京籌委會專門委員、戰時幹部訓練團少將教官，國民政府當時有意委派他在西安改制為西京後出任第一任市長，但因中日戰爭爆發而被擱置。

### 戰後
1945年11月，臺灣省行政長官陳儀委任連震東擔任台北州接收管理委員會首任主任委員，正式接管台北州軍政事務。
坊間有稱：連震東請台大教授寫下乃父連雅堂的傳記，將此書設法間接拿給中央秘書長張其昀看，張看後甚為激賞，所以以「愛國詩人」向中央推薦，由於其人已亡故，「中央要人們來台不久，正在物色台灣人的幹部級人物，於是連雅堂的餘蔭自然落在連震東身上」云云。但實則亦有文獻指出「連雅堂先生家傳」為連震東三十四年六月四日於重慶李子壩所述，並非請台大教授書寫。
連震東自日本慶應大學經濟學部畢業後，即隨張溥泉先生赴西安籌備抗日，並主編台灣革命同盟會發行之臺灣民聲報及台灣問題言論集，台灣光復後，與謝東閔先生等同擔重責，由連震東奉命接收台北州、謝東閔接收高雄州，嗣後於民國三十五年五月出任台灣省參議會秘書長。
連震東先生身為眾所公認的半山人士之一，在其口述回憶中提及「半山」一詞：
「我是參加政治方面的，我們這些跑去大陸的人，被臺灣同鄉稱為『祖國派』。臺灣光復後，我們返回故鄉，凡是由重慶回臺灣，而不是從淪陷區回臺灣來的，都被稱為『半山』。」
「要知道本省人、外省人的稱呼，是外省人來到台灣後自己區分出來的，而不是本地臺灣人自己區分的；這一點很要緊！」
「臺灣人對外省來的人，包括南洋華僑，不叫外省人，都叫唐山人，一般稱呼是『阿山』。『阿山』本來是很好的意思，表示親近，並非是瞧不起，我們一些勝利後返回故鄉的臺灣人，因為由重慶一帶回來，所以臺灣人覺得我們有一半是『唐山人』，所以就稱呼為『半山』，我就是『半山』分子之一，現在恐怕只剩下很少的幾位了⋯⋯」
1946年1月，連震東代理台北縣長兼建設局局長。1月27日，《台灣省鄉鎮組織規程》通過，台北州接管委員會予以裁撤，運行時間短暫。在連震東的籌劃下，公路、鐵路很快修復通車，州政設施恢復正常運轉，工廠也開工生產，該委員會「避免了接收時期行政脫節現象」。
1946年2月，連震東的妻子趙蘭坤帶10歲兒子連戰來台北與他團聚。
1946年2月底，連震東調任台灣省行政長官公署參事，負責籌備省參議會；5月，台灣省參議會正式成立，連震東任台灣省參議會祕書長。
1947年二二八事件發生。同年11月，連震東在家鄉台南競選第一屆國民大會代表，順利當選。
二二八受難者家屬郭勝華(郭章垣之女)表示，「二二八事件發生時，連震東曾力圖挽救他的父親郭章垣，雖未及晚救，至今他們一家仍心存感激」，「事後在他成長及求學過程中，連震東亦曾資助她完成學業」。
1948年，連震東奉聘為憲政監督委員會委員。1949年，任東南軍政長官公署土地處長兼臺灣省地方自治綱要起草委員，對推行地方自治及土地改革著有貢獻。國民政府遷台後，1950年，連震東奉派為中央改造委員會委員，為16名委員中唯一的台灣籍人士；另兼中華日報社長，旋改任董事長。汪岳喬先生也口述云：「其時中華日報財務狀況窘困萬分，臺北分社之營運虧累連連，員工待遇甚差，甚至無錢買紙，公（註：即連震東）多方張羅，曾以私人關係求友人林坤鐘週轉新臺幣十萬元購紙應急」。
辛文先生評其「夙有儒家寬厚謙讓之風，篤實踐履誠恕之道，澹泊名祿，故自然坦然，進退裕如，而待人藹然，無事誠然，有事斬然，得意欿然，失意泰然；有若松竹，不論寒暖，均不變其堅勁風姿，譬諸醇酒茗茶，耐人細品味不已。」
1953年，連震東任國民黨中央黨部第五組主任，並奉派為台灣省政府委員兼建設廳長。1954年起，調任台灣省政府民政廳長，積極推動地方自治；旋兼台灣省政府秘書長；1955年，政府舉辦台灣省第一次戶口普查，連震東身兼戶口普查處普查長。
1958年，當選省警民協會監事。
1960年3月25日，連震東奉派為國民黨副秘書長，並辭去台灣省政府委員兼民政廳長之職；同年5月，因行政院局部改組，新任行政院內政部長，推動台灣經濟建設、土地改革、兵役制度之確立，以及地方選舉政務之策畫執行。
1961年，連震東的兒子連戰以論文《台灣的土地改革》取得芝加哥大學國際公法與外交碩士。由於方瑀（現冠夫姓為連方瑀）的姨父任職於内政部，時任內政部長的連震東介紹於美國求學的連戰給方瑀。1965年，獨子連戰獲得芝加哥大學政治學博士學位。9月5日，連戰與在台贏得中國小姐選美競賽的方瑀在美國芝加哥大學龐德教堂結婚。
1963年，國民黨九全大會，連震東當選為中央常務委員。1966年，連震東奉派兼任行政院戶口普查處處長，並於同年辭內政部長及相關兼職，專任行政院政務委員。1967年，連震東奉派為國家安全會議委員兼國家建設計畫委員會政治組召集人。1969年，國民黨十全大會，連震東奉派為中央評議委員。1976年獲聘總統府國策顧問，1980年獲聘為總統府資政。

## 逝世
1986年，連震東在台大醫院逝世，享年82歲，葬陽明山第一公墓。
連震東先生從1945年返台擔任台北州接管委員會首任主任委員，至1986年逝世的41年間，先後擔任首屆臺北縣長、台灣省行政長官公署參事、台灣省參議會秘書長、第一屆國大代表、東南軍政長官公署土地處長兼臺灣省地方自治綱要起草委員、台灣省政府民政廳長、建設廳長、台灣省政府秘書長、行政院內政部長、中國國民黨中央常務委員、行政院政務委員、中國國民黨中央評議委員會主席團主席、總統府國策顧問、總統府資政等黨政要職，對於台北重建、地方自治及國家長遠發展居功甚偉。
1986年12月23日，蔣經國總統特頒「總統令」褒揚連震東，總統令內容如下：

國民大會代表，總統府資政連震東，少勵志節，克纘家風，深明民族大義，學成獻身祖國，竭智宣勞，同御外侮。待抗戰勝利，台灣光復，當選制憲及第一屆國民大會代表。歷任台北縣縣長、台灣省參議會祕書長、台灣省政府建設廳廳長、民政廳廳長、內政部部長等職。於土地改革、經濟建設、兵役、戶政諸端，功隨年積，尤於地方自治，懋積孔昭，膺聘資政以來，復多獻替，平居熱心公益，為世所稱。茲聞病逝，悼念良深，應予明令褒揚，以示政府篤念忠勛之至意。

## 家庭
連震東為連橫獨子，有兩姊一妹，妻子是趙蘭坤，兒子是中華民國第九屆副總統、中國國民黨榮譽主席連戰。連家世居台南府寧南坊馬兵營，在日本統治台灣時，連家因支持劉永福黑旗軍而遭祖厝被日本人沒收之處分。戰後，連家長居北台灣，連震東妻趙蘭坤，將連家僅存位於苗栗的土地出售，並將所得資金投入營建、房地產與金融業。長期持有下，且適逢二戰後亞洲經濟起飛，歷經數十載而致富。

## 爭議事件

### 仁濟院
仁濟院在日治時期是台灣總督府下的官方慈善團體，當時即由台北廳長兼任院長。
光復之初，民生凋蔽，善心人士捐助是沒有了，院產出租多數是日人租用，租金本已偏低，日本戰敗後，在臺日人等候遣返，租金也沒有了，也有部分院產被人佔用，自也無租金可言，以故陷於絕境，難以為繼......連震東見到這樣情形......立即召集與該院有相當關係的張暮年博士及李延旭先生等，共商經費籌措以紓困等事宜，結果由三人共負連帶責任，向行庫貸款支應日常開支，另一方面籌組董事會，從此便擔任了該院的董事長，這是既費力又貼錢的兼職，完全為了社會責任，本服務之旨的兼職。
1945年台灣光復後，國民政府接收台灣，時任台北州接管委員會主任委員的連震東，派衛生課長張暮年接管仁濟院，並於1946年組財團法人台北仁濟院理事會，推薦張暮年擔任院長。1950年1月辦理財團法人登記，改名為「財團法人私立台北仁濟院」。因仁濟院的土地集中在總統府周圍精華區，價值超過2,000億，故曾引起質疑。然而仁濟院是接收日本政府或人民所遺留財產，以該等財產捐助成立財團法人，本為當時政府接收之法定方式。財團法人不僅須為公益目的使用，且捐助之財產無法返還捐助人，故無侵占可能。且依財團法人法，此等財團法人須受政府監督，故相關質疑並無根據。
前立委郭正亮於2014年選舉期間曾多次公開投稿，批評連戰家族「永遠結合政商、不知利益迴避、個個都愛錢」、「連家多行不義必自斃」等，經連戰提起民事訴訟。本案纏訟多時，後郭正亮公開發表聲明，表示因引述不實相關報導而發表之言論，公開道歉，並坦承一切都是政治操盤。
香港華報特別就連震東先生行善之舉特別撰文：「先生高風亮節，風骨嶙峋，有名士風度，為國人所雅重，與讒佞之徒積不相容。由於胸襟坦蕩，不矜細行，屢為僉𡈼中傷。但清者自清，仍能青雲直上。為層峯所倚重。其平生樂善好施，重視社會公益，擔任慈善團體仁濟救濟院董事長四十年之久，以耶穌基督博愛精神，廣濟貧病殘障同胞，並創設連雅堂先生獎學金基金會，嘉惠清貧好學青年，使有升學機會，而造就人才，廣施濟眾，惠人無數。」（原載76年1月14日香港華報）
仁濟醫院於連震東逝世之後，亦特別撰文哀悼，其中言：「董事長於民國三十四年歸鄉之同時，由政府派認為臺北州接管委員會主任委員。由戰後廢墟中重整美麗家鄉。民國三十五年一月二十六日董事長設立本院理事會，繼之民國三十六年四月十五日成立第一屆董事會，始終剴切領導本院，培植社會福利事業之基礎。光復當初本省社會，百廢待擧，社會經濟變革，民眾生活困難，再無人捐助本院。且本院賴為經費來源之地租亦因租戶無力繳納而中輟。在捐款及地租兩途皆絕之下，本院財政涸竭經費無著，業務幾已停頓。董事長不忍睹無依老人及病患之潦倒，卽連同張暮年先生及李延旭先生連帶責任向行庫告貸支應日常開支，始得勉渡難關。此段艱辛事蹟深深銘刻同仁記憶，永懷董事長疼愛同胞之初衷。」（原載七十六年元月一日仁濟園地第十七期）

### 購買農地爭議
連震東曾受指控在內政部長任內，藉由職務之便以自耕農身分購買士林農地，但此項指控並未提出證據證明，且指控所述當時的法律，並沒有規定購買農地之人資格的認定標準，故此項指控除於法無據外，亦無任何證據可證。
前立委郭正亮於2014年選舉期間曾多次公開投稿，批評連戰家族「永遠結合政商、不知利益迴避、個個都愛錢」、「連家多行不義必自斃」等，經連戰提起民事訴訟。本案纏訟多時，後郭正亮公開發表聲明，表示因引述不實相關報導而發表之言論，公開道歉，並坦承一切都是政治操盤。

### 海埔新生地案
1959年7月28日，監察院針對委員曹德宣、郭學禮所提之「海埔新生地舞弊案」調查報告及彈劾書等進行審查，臺南地檢處也定29日上午9時開庭偵查。連震東彈劾案獲通過。
然而，連震東彈劾案經移送至司法院公務員懲戒委員會後，於1960年12月10日議決將該案交付地檢署偵辦，最後以不起訴結案。連震東並於1960年5月30日從臺灣省民政廳長被調升為內政部長，足證該彈劾案是烏龍一場。
前立委郭正亮於2014年選舉期間曾多次公開投稿，批評連戰家族「永遠結合政商、不知利益迴避、個個都愛錢」、「連家多行不義必自斃」等，經連戰提起民事訴訟。本案纏訟多時，後郭正亮公開發表聲明，表示因引述不實相關報導而發表之言論，公開道歉，並坦承一切都是政治操盤。

### 遺產稅
曾有人質疑1986年，連震東過世，沒有繳交任何遺產稅。其子連戰，成立「連震東先生文教基金會」，將土地及資產匯入其中，遭指控涉及逃避遺產稅。
但依照遺產稅及贈與稅法第23條規定，遺產稅必須於死亡時起6個月內申報，連震東先生文教基金會是在連震東過世後3年（1989年3月21日）才成立，就時間點而言，不會有藉由成立基金會來逃避繳遺產稅的可能。